# ムベヤ州
ムベヤ州（ムベヤしゅう、Mkoa wa Mbeya）は、タンザニア南西部の州である。ムベヤ州は、インド洋へと流れるルアハ川の上流にあたる。人口2,070,046人（2002年）、州都はムベヤである。

## 隣接州
北西部にタボーラ州、北東部にシンギダ州、東部にイリンガ州、西部にルクワ州、南部にはマラウイの北部州とザンビアの北部州に接している。

## 下位行政区画
- Busokelo District
- Chunya District
- Kyela District
- Mbarali District
- Mbeya Rural District
- Mbeya District
- Rungwe District